# Hymne au soleil (Boulanger)
Pour les articles homonymes, voir Hymne au soleil (homonymie).
Hymne au soleil est un chœur à quatre voix mixtes, contralto solo et piano de Lili Boulanger composé en 1912.

## Composition et création
Hymne au soleil, à l'incipit « Du soleil qui renaît bénissons la puissance », est un chœur à 4 voix mixtes (SATB), contralto solo et piano composé en juillet 1912 sur un poème de Casimir Delavigne extrait de Le Paria (1843) par Auguste Lacaussade comme texte du concours de Rome en 1888.
La partition est dédiée au comte H. de San Martino et Valperga.
L'œuvre est créée le 13 février 1913 à Paris, salle Érard, par la Société chorale d'amateurs sous la direction de Jules Griset, avec Mlle Hoock, contralto solo, et Lili Boulanger au piano.
L'Hymne au soleil est ensuite repris en concert le 3 juin 1919 à Paris, par l'Association chorale de Paris, sous la direction de Désiré-Émile Inghelbrecht, avec Claire Croiza en soliste et Nadia Boulanger au piano, puis par les mêmes interprètes (mais Madeleine Grey comme soliste) le 15 juin 1920 lors d'un concert hors-série de la Société musicale indépendante.

## Édition
La partition est publiée par Ricordi.
Le contrat d'édition a été signé par Lili Boulanger le 19 décembre 1913, la date de première publication étant le 17 mai 1919 (le copyright a été attribué le 4 juin 1919). La partition chœur et piano (Ricordi, 1918) porte le cotage R. 33 ; les parties de chœur (Ricordi, 1919) le cotage R. 577.
La partition est aussi publiée par Schirmer (New York) en 1981, avec une traduction anglaise de Jane May (Hymn to the Sun).

## Commentaires
Pour le chef de chœur Michael Alber, avec l'Hymne au soleil, Lili Boulanger « s'émancipe de ses modèles Fauré et Debussy : d'extatiques superpositions d’accords acclament le soleil dont la force fait rejaillir les couleurs de la terre. Dans la partie médiane, une polyphonie débridée et une mesure composée illustrent la fougue des chevaux (« Sept coursiers qu'en partant le Dieu contient à peine, enflamment l'horizon ») ».
La pièce est d'une durée moyenne d'exécution de quatre minutes trente environ.
Il existe une orchestration inachevée de la main Lili Boulanger de l'œuvre (les trois premières pages sont orchestrées). L'orchestration, avec autorisation de la Fondation internationale Nadia et Lili Boulanger, a été achevée par le compositeur allemand Oliver Korte (en) pour un concert donné à Berlin le 9 juin 2004 par la Berliner Cappella et le Berliner Sinfonie-Orchester sous la direction de Kerstin Behnke (de).

## Discographie
- Lili Boulanger : Clairières dans le ciel, Les Sirènes, Renouveau, Hymne au soleil, Soir sur la plaine, Pour les funérailles d'un soldat, New London Chamber Choir, Jeanette Ager (mezzo-soprano), Andrew Ball (piano) et Ian Townsend (piano 3e main), James Wood (dir.), Hyperion CDA66726, 1994.
- Lili Boulanger, Hymne au Soleil : Œuvres chorales - Choral works, Orpheus Vokalensemble, Antonii Baryshevskyi (piano), Michael Alber (dir.), Carus, 2018[4].